# Copa Micronesia
La Copa Micronesia fue una competición de fútbol que se disputó solamente en 1999. Surgió como idea para acrecentar la cantidad de competiciones internacionales en Micronesia, ya que los Juegos de la Micronesia habían sido creados un año antes. Sin embargo, la falta de fondos e infraestructura impidió seguir disputando ediciones de ambos torneos. Los Estados Federados de Micronesia conquistaron el título del único campeonato que se disputó.

## Palmarés
| Año          | Sede       | Campeón    | Final Resultado | Subcampeón | Tercer lugar             | Resultado | Cuarto lugar |
| ------------ | ---------- | ---------- | --------------- | ---------- | ------------------------ | --------- | ------------ |
| 1999 Detalle | Micronesia | Micronesia | 14:1            | Crusaders  | Islas Marianas del Norte |           | No hubo      |

## Títulos por equipo
| Equipo                   | Campeón  | Subcampeón | Tercer lugar | Cuarto lugar |
| ------------------------ | -------- | ---------- | ------------ | ------------ |
| Micronesia               | 1 (1999) |            |              |              |
| Crusaders                |          | 1 (1999)   |              |              |
| Islas Marianas del Norte |          |            | 1 (1999)     |              |